# Sopubia lemuriana
Sopubia lemuriana är en snyltrotsväxtart som beskrevs av H.-p. Hofmann och Fischer. Sopubia lemuriana ingår i släktet Sopubia och familjen snyltrotsväxter. Inga underarter finns listade i Catalogue of Life.